# Déli Hadseregcsoport
A Déli Hadseregcsoport (oroszul: Южная группа войск, magyar átírásban: Juzsnaja gruppa vojszk, rövidítve: JuGV) a Szovjet Hadsereg hadműveleti-hadászati seregteste (hadseregcsoportja), amelyet két alkalommal, 1945–1947 között Bulgária és Románia, 1956–1991 között Magyarország területén szerveztek meg.

## Második szervezete (1956–1991)

### Története
A második világháborút követő évtizedben Ausztriában és Magyarországon állomásozott Középső Hadseregcsoport, valamint az 1956-os magyarországi forradalom idején a Szovjetunióból Magyarországra vezényelt alakulatok alapjain hozták létre.
A Déli Hadseregcsoport 1984-től a Szovjet Hadsereg Délnyugati Hadszíntér Parancsnokságának az alárendeltségébe tartozott.
Csapatait 1990–91-ben vonták ki Magyarországról.

### Szervezeti felépítése (1990-es állapot)
A Déli Hadseregcsoportot a parancsnokság és a közvetlen alárendeltségébe tartozó egységek, valamint négy hadosztály (két gépesített és két harckocsihadosztály) alkotta, légi támogatását a 36. légi hadsereg biztosította.
Parancsnokság (Budapest, Mátyásföld)
A parancsnokság közvetlen alárendeltségébe tartozó egységek:
- 81. önálló őr- és biztosító zászlóalj (Budapest)
- 55. légvédelmi rakétadandár (Mór) – 9K37 Buk
- 127. híradó-gárdadandár (Budapest, Etyek-Bótpuszta)
- 70. önálló rádiótechnikai dandár – R–145BM
- 188. parancsnoki híradóközpont (Óbuda) – R–145BM
- 459. rakétadandár – 9K79 Tocska
- 103. kiképző harckocsiezred (Debrecen)
- 22. rakétadandár (Dombóvár)
- 20. önálló műszaki ezred (Dunaújváros)
- 40. járműjavító üzem (Székesfehérvár)
- 902. önálló deszantezred (Kecskemét)

13. harckocsizó gárdahadosztály (Veszprém)
- 130. harckocsizó gárdaezred (Veszprém)
- 144. harckocsiezred (Sárbogárd)
- 201. harckocsiezred (Polgárdi)
- 6. gépesített lövész gárdaezred (Táborfalva)
- 32. önjárő tüzér gárdaezred (Tamási)
- 1215. légvédelmi rakétaezred (Dunaföldvár)
- 56. önálló felderítő zászlóalj (Vecsés)
- 139. önálló támogató zászlóalj (Tolna)
- 8. műszaki gárdazászlóalj (Baja)

19. harckocsizó gárdahadosztály (Esztergom)
93. gépesített lövész gárdahadosztály (Kecskemét)
254. gépesített lövész gárdahadosztály (Székesfehérvár)